# デジタル給与
デジタル給与（デジタルきゆうよ）とは、現金払いや銀行振込に代わり電子マネーやキャッシュレス決済サービスを通じて給与を受け取る仕組み。2023年4月の労働基準法改正で導入された。

## 概要
企業（給与支払者）のアカウントから従業員のアカウントに対して資金移動することで給与が支払われる。従業員は電子マネーやスマートフォンの決済アプリを利用して給与として利用できる。

### 特徴
- 受け取り方法の多様化 - 本人の銀行口座を持たなくても、決済アプリやプリペイドカードを通じて受け取ることができる[3][4]。
- 利便性 - そのままキャッシュレス決済に利用することができ、銀行ATMでの現金化をしなくてもよい[3]。
- 海外にいる間も受取りが容易 - 海外出張や海外駐在をしている間も両替の手間なく給与を利用することができる[5]。

### 従来の銀行振込との比較
|              | 従来方式             | デジタル給与                                                                          |
| 支払い方法   | 銀行口座への振込     | 電子マネー、キャッシュレス決済                                                        |
| 受け取り口座 | 銀行口座             | 厚生労働省指定資金移動業者の口座                                                      |
| 現金化の方法 | ATMで現金化          | そのままキャッシュレス決済として利用できるが、ATM引き出しや銀行口座への送金なども可能 |
| 残高上限     | なし                 | 100万円                                                                               |
| 利用の自由度 | どの銀行でも利用可能 | 厚生労働省が認可した電子マネーのみ利用可能                                            |

### 留意点
- 従業員の同意が必要 - 使用者（給与支払者）は、従業員がデジタル給与払いに同意した場合だけ制度を利用できる[6]。
- 利用できる決済方式がまだ限定的 - 厚生労働省が指定した資金移動業者の中から選択する必要があるが、すでに広く普及している銀行振込に比べ選択肢が少ない[7]。

## 普及状況
2025年のMMD研究所による調査では認知度が61.9%・理解度が30.3%であり、利用しているのは2.8%だった。2025年6月6日に厚生労働省が示した2024年度末時点の登録口座数は1万7,210件、2025年3月の月間利用額は約1億3,000万円、1口座あたりの残高は4,168円である。

### 対応事業者
- PayPay（2024年9月開始）[10]
- COIN+（2025年1月開始）[11]
- 楽天ペイメント（2025年3月認可[12]）
- auペイメント （2025年4月4日）[13] [14]